# TV Scoreboard
El TV Scoreboard es una consola de juegos tipo Pong fabricada desde 1976 hasta principios de los 80, y fabricada por Tandy Corporation. La distribución fue manejada exclusivamente por RadioShack. Las máquinas fueron construidas en Hong Kong. El TV Scoreboard consistía en un jugador izquierdo y derecho, con diales o paletas en la pieza de mano, y tenía varios juegos de la era Pong. Una variante también incluía un revólver, que se usaba para un juego de tiro de paloma de arcilla. Usando accesorios cosméticos adicionales a la pistola de luz, el usuario podría cambiar su apariencia para que fuese la de un rifle. Los juegos que incluían no estaban limitados a tenis, squash, hockey y práctica. Los juegos y modos de juego, incluidos los ajustes de dificultad y los ajustes de servicio, podrían ajustarse con los interruptores. Funcionó con un adaptador de CA o 6 baterías AA de 1.5v. 
La consola pertenece a la primera generación de videojuegos y está basada en un solo chip: el General Instruments AY-3-8500.

## Versiones
El sistema también se lanzó en Alemania bajo el nombre Universum Multispiel  en 1977. Otra consola muy similar es el 677 lanzado en 1978 por Hanimex.

## Games
Los siguientes diez juegos son jugables con el sistema:
- Tennis
- Football
- Squash
- Practice (Pelota)
- Target
- Motorcycle
- Enduro
- Motocross
- Stunt Cycle
- Drag Race